# Kapilarne pojave
Kapilarne pojave su efekti koji nastaju usled dejstva molekulskih sila. Javljaju se pri dodiru čvrstih i tečnih tela i posledice su površinskog napona tečnosti. Manifestuju se sposobnošću tečnosti da teku kroz uske sudove bez dejstva sile gravitacije ili u suprotnom smeru od sile gravitacije. Kapilarni efekti su najjače izraženi u kapilarnim cevima. Kapilar je svaka cev čiji je prečnik jako mali, obično manji od 1mm. Reč kapilar po poreklu znači tanko kao dlaka. U takvom sudu, tečnosti se ne ponašaju u skladu sa zakonom spojenih sudova.

## Kvašenje i nekvašenje
Ako se uzme cev koja je otvorena na oba kraja i potopi se u tečnost, tako da joj donji kraj bude ispod slobodne površine tečnosti, pojaviće se odstupanje nivoa tečnosti u cevi od nivoa slobodne površine tečnosti u koju je cev potopljena. Ako tečnost kvasi zidove suda, nivo tečnosti u kapilaru je viši od nivoa slobodne površine tečnosti, drugim rečima dolazi do kapilarne elevacije. Tada površina slobodnog dela stuba tečnosti u sudu ima izdubljen oblik. U suprotnom, kada tečnost ne kvasi zidove kapilara, nivo tečnosti u kapilaru je niži i to se naziva kapilarna depresija. Tada je površina ispupčena. Kriva površina slobodnog dela stuba tečnosti u oba slučaja zove se menisk.
Sile kohezije i adhezije deluju na molekule tečnosti koji se nalaze u blizini zida suda. Adhezione sile su sile koje deluju između molekula tečnosti i molekula čvrstog tela, dok su kohezione sile, sile koje deluju između molekula same tečnosti. Međusobno su različite i njihovi intenziteti zavise od prirode molekula tela koje se dodiruju.
Na molekule površinskog sloja deluje sila kohezije, usmerena ka unutrašnjosti tečnosti i sila adhezije, ka zidu suda. Tada možemo naći rezultujuću silu. Slobodna površina tečnosti će se uvek postaviti normalno na rezultantu. To znači da površina tečnosti gradi ugao Θ sa zidom suda. Θ se naziva ugao kvašenja.
Kada je adhezija veća od kohezije, ugao je oštar i tečnost se penje uz zid suda. U slučaju kada je adhezija mnogo veća od kohezije, tečnost se penje visoko uz zid suda jer je ugao kvašenja jako mali. Kada je kohezija veća od adhezije, ugao kvašenja je tup i dolazi do kapilarne depresije.
Ista tečnost kvasi jedna, a ne kvasi druga tela. Voda kvasi staklo, a ne kvasi parafin, dok živa ne kvasi staklo, a kvasi čistu površinu gvožđa. Kod određenih parova materijala, kao što su živa i staklo, kada je veća sila adhezije, dolazi do nekvašenja, a kada veća sila kohezije dolazi do kvašenja. Do ovoga dolazi zato što je adhezija koja deluje na molekule vode u staklenoj čaši veća od kohezije vode, i tada voda kvasi čašu. Kada se živa nalazi u staklenoj čaši, kohezija koja deluje na molekule žive je jača od adhezije koja deluje na staklo. Zbog toga živa ne kvasi staklo.

## Nivo tečnosti u kapilarnom sudu
U slučaju kada se tečnost penje uz zidove suda, usled površinskog napona, površina tečnosti u cevi teži minimumu, odnosno teži da zauzme površinu poprečnog kružnog preseka. Penjanju tečnosti uz zidove suda se protivi težina stuba iznad nivoa tečnosti. Težina stuba deluje naniže, suprotno od prvobitnog penjanja tečnosti naviše.
U jednom položaju se uspostavlja ravnoteža. Sila površinskog napona deluje u pravcu površine tečnosti i zaklapa ugao θ sa zidom cevi. Sila se može razložiti na vertikalnu i horizontalnu komponentu. Tečnost se penje naviše pošto se horizontalne komponente međusobno kompenzuju i ostaje samo dejstvo vertikalnih komponenti.
Pri penjanju, vertikalne komponente ostaju iste, dok težina stuba raste. U jednom položaju će se uspostaviti ravnoteža, i tada je težina stuba jednaka vertikalnim komponentama.
Sila površinskog napona deluje po unutrašnjem obimu cevi, pa je njen intenzitet:
{\displaystyle F=2r\pi \gamma ,u[N],}
gde je:
γ - površinski napon, u ,
 - unutrašnji poluprečnik cevi, u .
Vertikalna komponenta po celom obimu biće:
{\displaystyle F_{v}=F\cos {\theta }=2r\pi \gamma \cos {\theta },u[N].}
Težina stuba zahvaljujući kojoj se uspostavlja ravnoteža je:
{\displaystyle G=\rho gV=\rho gr^{2}\pi h,u[N],}
a za stanje u kom je tečnost u ravnoteži važiće:
{\displaystyle 2r\pi \gamma \cos {\theta }=\rho gr^{2}\pi h.}
Odnosno,
{\displaystyle h={{2\gamma \cos {\theta }} \over {\rho gr}},u[m].}
Ako tečnost u potpunosti kvasi zid suda, ugao kvašenja je 0, pa je cosθ = 1.
Tada je:
{\displaystyle h={{2\gamma } \over {\rho gr}},u[m].}
U slučaju kapilarne depresije, javljaju se iste okolnosti, ali u obrnutom smeru.
Staklena cev je ispunjena vodom, pri normalnim uslovima (t = 20 °, θ = 20°), γ = 0.0728 N/m. U ovakvim uslovima
{\displaystyle h\approx {{1.48\times 10^{-5}} \over r}\ {\mbox{m}}.}

## Fenomeni u prirodi
Transport vode i minerala od korena ka višim delovima biljke, uprkos suprotnom dejstvu gravitacije, omogućuje kapilarna sila. Takođe, kapilarnim sudovima se voda prenosi iz vlažnog u suvo zemljište.
Kapilarne pojave su od suštinskog značaja za konstantnu proizvodnju suza u unutrašnjem uglu očnog kapka. Time se održava vlažnost i omogućava zaštita oka.

## Primena
Na kapilarnosti se zasnivaju mnoge pojave iz svakodnevnog života, kao što je apsorpcija vode pomoću vate ili papira. Takođe, male pore sunđera se ponašaju kao sitni kapilari, zahvaljujući čemu sunđer može da upije velike količine vode.
Primena kapilarnih pojava je značajna u proizvodnji materijala, posebno materijala korišćenih za proizvodnju sportske odeće.
U tehnici se na primeni kapilarnosti zasniva flotacija.
Kapilarni efekti mogu i da donesu štetu. Pri izgradnji, mora se uzeti u obzir apsorpciona sposobnost betona i potencijalna šteta zbog prokišnjavanja koje prouzrokuju kapilarne pojave.